# Разпределителна хроматография
Разделителната хроматография е хроматографски метод, при който едната фаза винаги е течност, която обаче е свързана с твърд носител, следователно е неподвижна. Другата фаза, подвижната, може да бъде течност (LLC, от английски: Liquid-Liquid Chromatography) или газ (GLC, от английски: Gas-Liquid Chromatography).
Хроматографското разделяне се осъществява чрез многократно разпределение: аналитът е разтворим в различна степен в неподвижна и подвижна фаза. Колкото по-добре се разтваря аналитът в неподвижната фаза, толкова по-дълго той остава в него и толкова по-малко подвижната фаза ще го транспортира. И обратно, аналит, който е по-разтворим в подвижната фаза, ще бъде транспортиран на по-голямо разстояние.
Разделителната хроматография е разработена от Арчър Мартин заедно с Ричард Лорънс Милингтън Синг. И двамата получават Нобелова награда за химия през 1952 г. за работата си.
Вариант на разделящата хроматография е Противотокова разделяща хроматография, при която стационарната и подвижната фази се състоят от две несмесващи се течности.